# Maxmilián Kocek
Maxmilián Kocek (* 1. ledna 2005 Praha) je český filmový a divadelní herec.

## Život
Narodil se 1. ledna 2005 v Praze. Herectví se chtěl věnovat již od dětství. Od roku 2021 studuje na Pražské konzervatoři. Již jako student začal poprvé účinkovat v divadlech, mezi něž patří divadlo na Fidlovačce a Městské divadlo Kladno.
V roce 2023 se zúčastnil castingu pro seriál Sex O´clock, který vyhrál a v seriálu ztvárnil roli Adama Anenského. Později si zahrál v několika epizodách seriálu Ordinace v růžové zahradě a v celovečerním filmu High School Heist.
V dubnu 2025 byl na akci Comic-Con v Praze představen jako herec spartakiádního vraha Jiřího Straky v seriálu Metoda Markovič: Straka.

## Filmografie

#### Filmy
- High School Heist (2025)
- Brigáda (2025)

#### Televize
- Ordinace v růžové zahradě (2023–2024)
- Sex O'Clock (2023–2025) – Adam Anenský
- Metoda Markovič: Straka (2025) – Jiří Straka